# أيون تيرياك
أيون تيرياك (بالرومانية: Ion Țiriac)‏ مواليد 9 مايو 1939 في براشوف، مملكة رومانيا، هو لاعب كرة مضرب روماني سابق بدأ مسيرته كمحترف سنة 1968 وكان يلعب باليد اليمنى، اعتزل اللعب في 1979. كما أنه أحد أبطال الجراند سلام. أعلى تصنيف له في الفردي كان المركز الـ 8 في سنة 1968.

## الخط الزمني للأداء
مفتاح
| ف | ن | ن.ن | ر.ن | د# | د.م | ل | أ.أ | ت | غ | ب | ف | ذ | م.خ | ل.ت |

(ف) فاز بالبطولة (ن) وصل النهائي (ن.ن) نصف النهائي (ر.ن) ربع النهائي (د#) الأدوار الأربعة الأولى (د.م) دور المجموعات (ل) شارك في كأس ديفيز (أ.أ) خرج من الأدوار الاولى (ت) خسر التصفيات التأهيلية (غ) غاب عن الحدث أو البطولة (ب) حصل على ميدالية برونزية (ف) حصل على ميدالية فضية (ذ) حصل على ميدالية ذهبية (م.خ) بطولة الماسترز خُفضت إلى مرتبة أقل (ل.ت) البطولة لم تعقد في السنة المعينة.
لتجنب الارتباك وازدواجية الحساب، يتم تحديث هذه المعلومات إما في نهاية البطولة، أو عندما تكون مشاركة اللاعب في البطولة قد انتهت.
| الدورة                                    | 1965 | 1966 | 1967 | 1968 | 1969 | 1970 | 1971 | 1972 | 1973 | 1974 | 1975 | 1976 | 1977 | 1977 | 1978 | م.ف    | ف-خ   | الفوز % |
| ----------------------------------------- | ---- | ---- | ---- | ---- | ---- | ---- | ---- | ---- | ---- | ---- | ---- | ---- | ---- | ---- | ---- | ------ | ----- | ------- |
| دورات الجراند سلام                        |      |      |      |      |      |      |      |      |      |      |      |      |      |      |      |        |       |         |
| البطولة الأسترالية/أستراليا المفتوحة      | غ    | غ    | غ    | غ    | غ    | غ    | غ    | غ    | غ    | غ    | غ    | غ    | د2   | غ    | د1   | 0 / 2  | 1–2   | 33.33   |
| البطولة الفرنسية/فرنسا المفتوحة           | د3   | د3   | د3   | ر.ن  | د2   | د4   | د1   | د1   | د2   | غ    | غ    | غ    | غ    | غ    | غ    | 0 / 9  | 15–9  | 62.50   |
| ويمبلدون                                  | غ    | د1   | د4   | د2   | د2   | د2   | د3   | د4   | غ    | د1   | د1   | غ    | غ    | غ    | د1   | 0 / 10 | 11–10 | 52.38   |
| البطولة الوطنية الأمريكية/أمريكا المفتوحة | غ    | غ    | غ    | غ    | د2   | غ    | د2   | د2   | د3   | غ    | غ    | غ    | غ    | غ    | غ    | 0 / 4  | 5–4   | 55.55   |
| فوز-خسارة                                 | 2–1  | 2–2  | 5–2  | 5–2  | 3–3  | 4–2  | 3–3  | 4–3  | 3–2  | 0–1  | 0–1  | بلا  | 1–1  | 1–1  | 0–2  | 0 / 25 | 32–25 | 56.14   |

## روابط خارجية
- أيون تيرياك على موقع IMDb (الإنجليزية)
- أيون تيرياك على موقع قاعدة بيانات الفيلم (الإنجليزية)
- أيون تيرياك على موقع EliteProspects.com (الإنجليزية)
- أيون تيرياك على موقع رابطة محترفي التنس (الإنجليزية)
- أيون تيرياك على موقع الاتحاد الدولي لكرة المضرب (الإنجليزية)
- أيون تيرياك على موقع كأس ديفيز (الإنجليزية)
- أيون تيرياك على موقع قاعة مشاهير كرة المضرب الدولية (الإنجليزية)
- أيون تيرياك على موقع خلاصة التنس.كوم (الإنجليزية)
- أيون تيرياك على موقع أوليمبيديا (الإنجليزية)